# Revista Înfrățirea
Revista Înfrățirea a fost o publicație săptămânală apărută la Cluj începând cu 1948.
La momentul publicației aceasta se autocaracteriza drept o „gazetă de educație oștenească” și îl avea ca redactor pe cpt. V. Teodosie.
Revista a publicat articole despre literatură, știință, sport, despre munca și viața unităților și diverse știri din țară și de peste hotare, care sunt semnate de căpitani, locotenenți, sublocotenenți, sergenți, caporali, fruntași și soldați. 
Din articolul programatic semnat de Dimitriu Romulus aflăm că revista: „își propune de a deveni un prețios ajutor – o armă de luptă – a comandanților și educatorilor în munca de fiecare zi, contribuind în mod hotărât la pregătirea profesională și formarea unei înalte conștiințe politice a ostașilor, pentru ca ei să devină apărători devotați și sinceri ai Republicei Populare Române”.